# Alma Mahler-Werfel
Alma Maria Mahler-Werfel (nascida Alma Margaretha Maria Schindler,  Viena, 31 de agosto de 1879 — Nova Iorque, 11 de dezembro de 1964), mais conhecida como Alma Mahler, foi uma compositora, pintora, editora e socialite austríaca. Ativa musicalmente desde tenra idade, foi aluna de Max Burckhard e autora de pelo menos 17 composições para piano e voz. 
Em seus primeiros anos, foi apaixonada pelo compositor e maestro Alexander von Zemlinsky, mas o relacionamento não durou muito. Casou-se então com o compositor Gustav Mahler, que não aprovava que a esposa continuasse a compor música e que devesse cuidar principalmente da casa e dos filhos, o que a levou a entrar em uma profunda depressão. Enquanto o casamento ruía, ela se envolveu com Walter Gropius. Gustav então começou a encorajar Alma a voltar a compor e até a ajudou a preparar algumas delas para publicação, mas ele morreu antes que o casal se reconciliasse, em 1911. Alma então se casou com Gropius, em 1915. Em seu casamento com Gropius, ela se envolveu com Franz Werfel, com quem eventualmente se casou depois de seu divórcio.
Em 1938, depois da anexação da Áustria pela Alemanha Nazista, Alma e Franz Werfel foram obrigados a deixar o país, que se tornara inseguro para os judeus. O casal se mudou então para Los Angeles. Por muitos anos o salão de composições de Alma se tornou parte da cena artística, primeiro em Viena, depois em Los Angeles e Nova Iorque.

## Biografia
Alma Maria nasceu em 1879, em Viena, na Áustria-Hungria. Era filha do pintor Emil Jakob Schindler e de sua esposa, Anna Sofie. Foi criada na fé católica romana e não frequentou a escola, tendo tutores e professores particulares em casa. A vida financeira da família não era das melhores, tanto que ela precisava dividir o apartamento com um dos colegas de Emil, Julius Victor Berger, com quem a mãe de Alma acabou tendo um caso extraconjugal, do qual nasceu a meia-irmã de Alma, Grete, em 1881. No mesmo ano, Emil ganhou um proeminente prêmio artístico, o que tirou a família da pobreza e permitiu que eles mudassem de residência.
Em 1886, Rodolfo, Príncipe Herdeiro da Áustria demonstrou interesse pelas pinturas de Emil depois do sucesso deste com o prêmio que recebeu e contratou o pintor para uma viagem com a família pela costa do Mar Adriático para produzir várias paisagens para a família real, tornando-se um dos mais importantes artistas para a Casa de Habsburgo. Em 1892, a família também atravessou o mar do Norte até a ilha Sylt, onde Emil acabou falecendo em 9 de agosto de 1892 devido à uma apendicite. Alma tinha 13 anos na época.
Após a morte do pai, com quem Alma passava horas no estúdio, já que ele incentivava que a filha estudasse e se aprimorasse, Alma passou a focar no piano, tendo aulas de composição e contraponto com Josef Labor, um organista e pianista cego que a introduziu à literatura. Aos 15 anos, Alma estudou apenas alguns meses em uma escola de música. Conforme crescia, percebe que um caso de sarampo que teve na infância danificou sua audição. Por volta dessa época, o diretor do Teatro Burgtheater, em Viena, Max Burckhard, se tornou seu tutor. Em seu aniversário de 17 anos, ele lhe deu duas cestas cheias de livros. Em 1895, sua mãe se casou com o estudante de Emil, Carl Moll, com quem teve uma filha, Maria, em 1899.
Alma conheceu o pintor Gustav Klimt através de Carl Moll. Moll e Klimt foram membros fundadores da Secessão de Viena, um movimento de um grupo de jovens artistas no final do século XIX, constituído no âmbito da Künstlerhaus - tradicional sociedade dos artistas austríacos. Klimt se apaixonou por Alma, mas ainda que ela tivesse algum interesse nele no início, o romance esfriou e os dois permaneceram amigos até a morte de Klimt. Em 1900, Alma começou a estudar composição com Alexander von Zemlinsky, com quem manteve um relacionamento em segredo.
O relacionamento entre eles, porém começou a se deteriorar com o tempo, quando Alma começou a desdenhar da aparência de Alexander, dizendo que poderia ter qualquer homem que quisesse para substituí-lo. Em 7 de novembro de 1901, em uma apresentação de Alexander, ela começou a flertar com Gustav Mahler e durante aquele mês, ela começou um relacionamento com Gustav, ainda estando junto de Alexander. Em 8 de dezembro daquele ano, Gustav e Alma estava secretamente noivos, porém ela só comunicou a Alexander quatro dias depois em uma carta. O noivado foi formalmente anunciado em 23 de dezembro.

## Casamento com Gustav Mahler

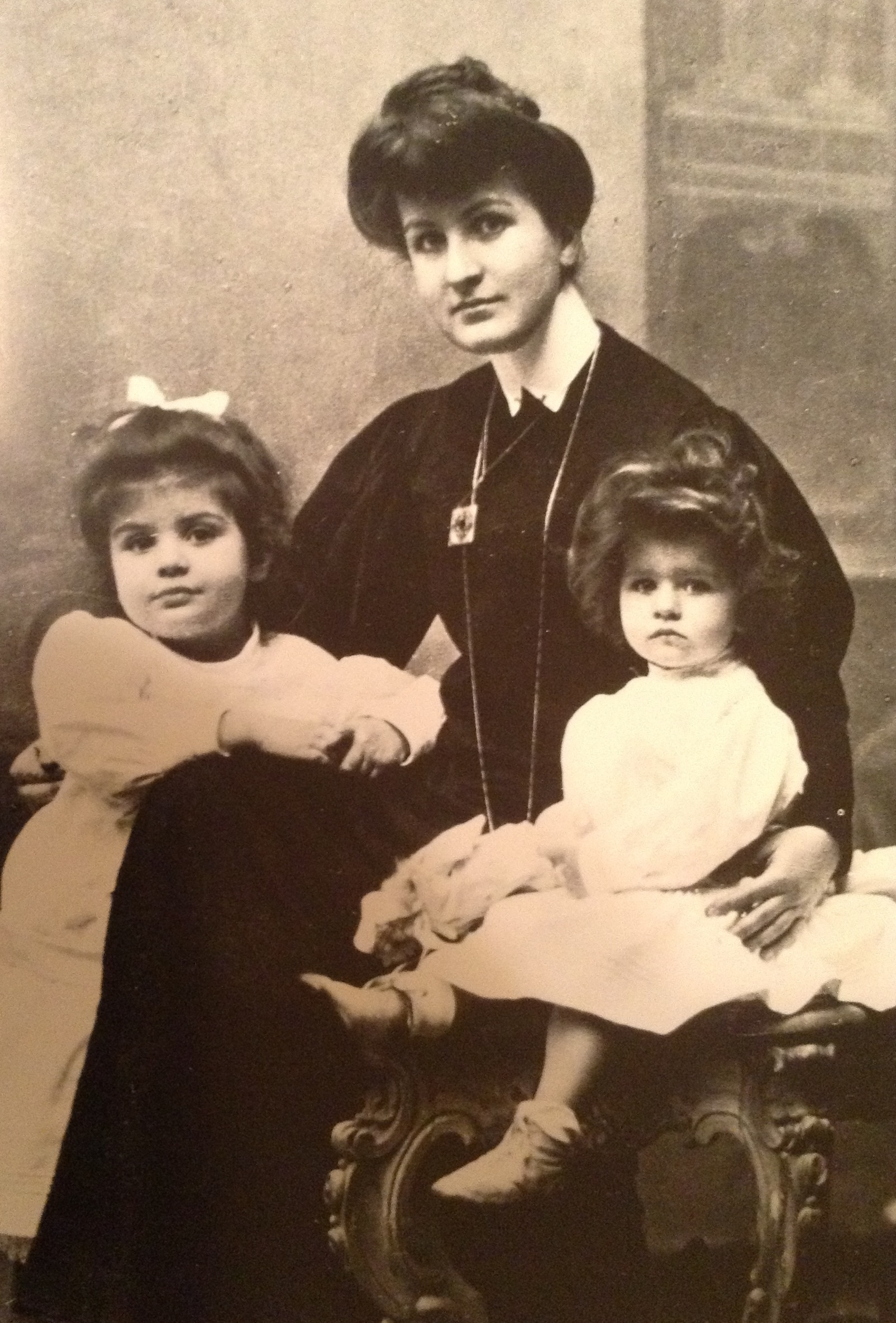
Alma Mahler com as filhas Maria (esquerda) e Anna (direita), cerca de 1906

Em 9 de março de 1902, Alma se casou com Gustav Mahler, que era 19 anos mais velho que ela e diretor do Vienna Court Opera. Com ele, Alma teve duas filhas, Maria Anna (1902–1907), que morreu de escarlatina ou difteria e Anna (1904–1988), que posteriormente se tornaria escultora.
Gustav não tinha interesse no trabalho de Alma. Ainda se discute entre os historiadores se ele teria totalmente proibido Alma de compor. Sabe-se que ela se dedicou ao cuidado das filhas e da casa, tornando-se uma esposa dedicada, ainda que em seus diários ela se sentisse sozinha e frustrada. Alma entrou em depressão profunda em junho de 1910, quando sua filha Maria morreu. Pouco depois ela começou um caso com um jovem arquiteto, Walter Gropius, que seria depois o diretor da Bauhaus. Gustav chegou a procurar Sigmund Freud em busca de conselhos.
Com o casamento em crise depois que Gustav descobriu o caso de Alma com Gropius, Gustav começou a levar mais a sério as composições de Alma e a incentivar seu talento musical. Chegou a ajudá-la a organizar suas músicas para publicação, tendo editado algumas, como Die stille Stadt e Ich wandle unter Blumen. Com o auxílio de Gustav, Alma preparou cinco de suas composições para publicação pela mesma empresa que publicava Gustav, mas ele ficou seriamente doente em fevereiro de 1911 devido a um problema de coração diagnosticado anos antes e morreu em 18 de maio.

## Relacionamento com Walter Gropius

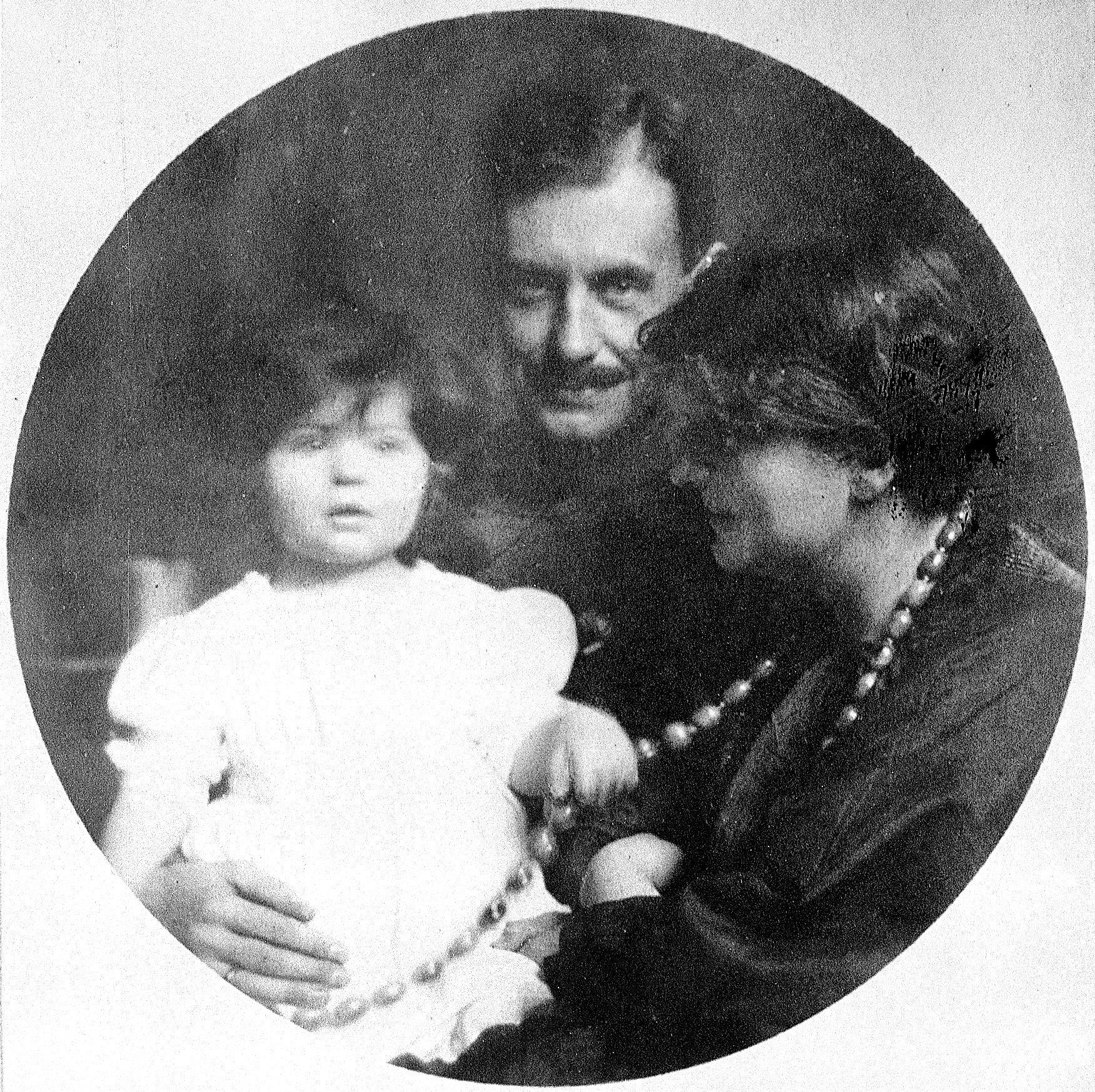
Walter Gropius e Alma Mahler com sua filha, Manon (1918)

Após a morte de Gustav, Alma não entrou em contato imediatamente com Gropius. Entre 1912 e 1914, ela teve um caso tumultuado com o pintor Oskar Kokoschka, que criou vários quadros inspirados em Alma. A possessividade de Oskar e os caprichos de Alma acabaram desgastando a relação.
Com a eclosão da Primeira Guerra Mundial, Oskar se alistou no Exército Austro-Húngaro. Alma logo se distanciou dele e retomou o contato com Gropius, que também estava alistado nessa época. Os dois se casaram em 18 de agosto de 1915, em Berlim, durante uma folga militar.  Os dois tiveram uma filha, Manon Gropius (1916–1935), que morreu aos 18 anos devido à poliomielite.
Alma ficou grávida e deu à luz a um menino, Martin Carl Johannes Gropius (1918–1919). Gropius acreditava inicialmente que o filho era seu, mas o caso de Alma com Franz Werfel era bem conhecido em Viena. Um ano depois, Alma se divorciou de Gropius. Martin nasceu com hidrocefalia e morreu com menos de um ano de vida.

## Relacionamento com Franz Werfel
Alma começou um relacionamento com o poeta e escritor tcheco Franz Werfel em 1917. Ela passava muito tempo sozinha enquanto ainda estava com Gropius por conta de suas obrigações militares. Em algum momento nessa época, os dois começaram a morar juntos, mas Alma postergou um casamento com Franz até 1929, período em que adotou o nome de Alma Mahler-Werfel.
Em 1938, com a anexação da Áustria pela Alemanha Nazista, Alma e Franz foram obrigados a deixar o país por serem judeus e fugiram para a França. Eles se estabeleceram na Riviera Francesa entre 1939 e 1940. Com a ocupação da França pela Alemanha nazista, na Segunda Guerra Mundial e a deportação de judeus e adversário políticos para campos de concentração nazistas, o casal não estava mais a salvo na França e assim foram obrigados a buscar abrigo nos Estados Unidos. Em Marselha, eles entrara em contato com um jornalista norte-americano, Varian Fry, também emissário de uma organização norte-americana que ajudava refugiados artísticos e intelectuais na época.
Como o casal não conseguiu um visto de saída da França, Fry conseguiu que o casal cruzasse os Pirenéus até à Espanha para evitar a fronteira hispano-francesa. Da Espanha, Alma e Franz foram para Portugal e de lá embarcaram rumo a Nova Iorque. O casal acabou se estabelecendo em Los Angeles, onde Alma continuou se apresentando, junto de outros artistas como Arnold Schoenberg, Igor Stravinsky e Thomas Mann. Franz já era um autor relativamente conhecido nos Estados Unidos e alcançou um grande sucesso com seu livro The Song of Bernadette. Franz já vinha sofrendo de vários problemas de coração durante o exílio e teve um infarto em 1945.

## Últimos anos e morte
Em 1946, Alma se tornou cidadã norte-americana. Vários anos depois, em 1952, se mudou para Nova Iorque, onde permaneceu como uma figura de influência na cultura da cidade. Alma morreu em 11 de dezembro de 1964, em Nova Iorque. Foi sepultada em 8 de fevereiro de 1965 no Cemitério Grinzinger, em Viena, ao lado da filha Manon e quase ao lado do túmulo de Gustav Mahler.

## Compositora
Alma tocava piano desde a infância e em sua biografia, "Mein Leben", ela afirma que sua primeira tentativa de composição foi no começo de 1888, na ilha grega de Corfu. Estudou composição com Josef Labor no começo de 1894 ou 1895 e daí até 1901. No começo de 1900, conheceu Alexander von Zemlinsky, com quem teve aulas de composição e continuou com sua aluna até seu relacionamento com Mahler em dezembro de 1901. Ao se casar com Mahler, ela parou de compor.
Depois dessa época, ela voltou a compor, tendo 20 peças para piano e vários trabalhos menores, incluindo uma cena para ópera. Retornou à composição brevemente em 1910, mas parou novamente em 1915. A cronologia de seus trabalhos é difícil de acompanhar, já que ela não deixou manuscritos a respeito e destruiu muitos deles.
Ao todo, cerca de 17 composições sobreviveram, sendo 14 delas publicadas durante sua vida e três delas datadas de 1910, 1915 e 1924. As duas primeiras aparecem como de autoria de Alma Maria Schindler-Mahler, e o último assinado apenas por Alma Maria Mahler. Três músicas adicionais foram descobertas depois de sua morte. Duas foram publicadas em 2000 e a outra em 2018. Suas memórias pessoais, como cartas e manuscritos, estão depositados na biblioteca da Universidade da Pensilvânia, na Biblioteca Nacional de Viena e na Biblioteca Estadual da Bavária, em Munique.

## Alma em Lisboa
"Alma", uma peça do escritor israelita Joshua Sobol, é a história de Alma Mahler-Werfel. A originalidade da peça é que não é representada no palco de um teatro mas sim num edifício completo, totalmente equipado com mobiliário e adereços que são semelhantes ao local da cena de um filme. Vários episódios da vida de Alma são representados em simultâneo, em todas as salas e pisos do edifício. Cada um tem de escolher os acontecimentos, o caminho e a pessoa que deseja conhecer, construindo a própria versão de um "Polidrama". Convida-se os visitantes a abandonar a posição imóvel do espetador num drama convencional, e a substituí-la pelo papel ativo de um viajante. Serão espetadores de uma “viagem encenada".
Quando Gustav Mahler morre, a meio da peça, o banquete do seu funeral pode ser interativamente seguido pela música e os espetadores são em seguida convidados para um jantar-buffet, durante o intervalo.
A produção alemã da peça para a Semana do Festival de Viena ficou em cartaz durante seis semanas. Posteriormente foi levada a Veneza, onde Alma passou vinte anos da sua vida. Depois do sucesso internacional de "Alma a Venezia", a peça foi encenada em Lisboa, em 2003, com a atriz Simone de Oliveira, no Convento dos Inglesinhos, no Bairro Alto.
Alma Mahler teve uma curta estadia em Lisboa, juntamente com o seu terceiro marido, o escritor judeu Franz Werfel, em 1940, quando a França se rendeu ao exército alemão. Em 1938, quando a Áustria caiu sob o exército alemão, os Werfel haviam fugido de Viena para França. Em 1940, acompanhados por Heinrich Mann e o seu sobrinho Golo Mann e Alfred Döblin, escaparam a pé pelos acidentados Pirenéus até Espanha, saindo finalmente da Europa em direção aos Estados Unidos, a bordo do Nea Hellas, o último navio de carreira que saiu de Lisboa. Lisboa significou a salvação para eles. Não houve país que tenha ajudado mais refugiados do que Portugal naqueles dias dramáticos. Esse país pequeno tornou-se na passagem de muitos refugiados famosos como Heinrich Mann, Lion Feuchtwanger, Alfred Döblin e Franz Werfel. Na sua autobiografia Alma escreveu: "Nunca esquecerei aqueles dias de paz paradisíaca num país paradisíaco, depois do tormento dos meses anteriores!"
Uma parte importante desta história foi atribuída ao cônsul-geral Aristides de Sousa Mendes, encarregado do Consulado Português em Bordéus, em 1940, que passou vistos de trânsito para entrada em Portugal a cerca de 30 mil refugiados, abrindo uma rota de fuga para quem mais nada existia.